# アマラリック
アマラリック （Amalaric、500年頃（502年?）- 531年）は、西ゴート王（在位：511年 - 531年）。アラリック2世とテオデゴンド（東ゴート王テオドリックの娘）の子。故にテオドリックの外孫であり、第2代東ゴート王アタラリックの従兄、第3代王（女王）アマラスンタの甥、第4代王テオダハドの従甥にあたる。
父アラリック2世が戦死した時、彼は幼児であった。身の安全のため彼はヒスパニアへ連れて行かれ、その後祖父テオドリックが治めるプロヴァンスへ連れて行かれた。
成人したアマラリックは522年に親政を開始した。4年後にテオドリックが死ぬと、プロヴァンスはいとこのアタラリックに割譲された。アマラリックはクローヴィス1世の娘クロティルドと結婚したが、アマラリックがアリウス派でクロティルドがカトリックであったために彼は妻を虐待し、フランク族の侵入を受けたため、531年に殺害された。

## 摂政政治
アマラリックの最初の治世は祖父テオドリックの摂政政治で始まった。西ゴート族がローマに供給される穀物の支払いを要求したことが知られている。見返りとして毎年西ゴートは贈り物をした。税金を集めることが重要であったが、テオドリックは大規模な領土を支配していたエウリックやアラリック2世と同じレベルに増やすよう要求した。普通税の徴収者と、延滞税の徴収者は、不当な行動に出ることが多かったため、穀物を測定するために偽造されたはかりを用いることが起こった。王家の領地からあがる税収は過剰なまでに増加し、関税は誇張されるほどになった。リックは新しい種類の通貨を用意した。既に半島では硬貨が鋳造されており、それは帝国の領土内では流通していなかった。
テオドリックは摂政政治が終わるまでに、東ゴートの将軍テウディスを西ゴートの司令官に任命した。

## 親政と暗殺
最初に、彼はテオドリックの後継者でいとこにあたるアタラリックとの条約（両国の国境線を確定すること、西ゴートが東ゴートに行う年貢をやめること）に署名した。プロヴァンスは東ゴートのものとなり、半島にあった駐屯地は廃止され、2つの王国は個々に独立した。彼は西ゴート王国の宝物庫を取り戻した。東ゴートとの条約のもとでガリア・ナルボネンシスが両国の国境となりセプティマニアまたはガリアと呼ばれるようになった。アマラリックは本拠地と宮廷をナルボンヌにおいた。
526年、彼はブルグントの血を引くフランクの王女クロティルドと結婚した。結婚したときから、カトリックの彼女を強制的にアリウス派に改宗させようとして虐待が始まった。王女を守る名目でメロヴィング朝が侵攻し、怒りに駆られたアマラリックは妻を殴って死亡させた。531年にフランク族はナルボンヌを陥落させ、アマラリックはバルセロナに逃亡し、そこで暗殺された。没年齢は30歳前後。テウディスが王位についた。アマラリックの死でバルト朝（バルト家）の正系は断絶し、この時点から東ゴート族が王となり、再び選挙制のプロセスがとられるようになった。